# 2MASS J11261528+0120481
2MASS J11261528+0120481 ist ein Brauner Zwerg im Sternbild Löwe. Er wurde 2004 von Gillian R. Knapp et al. entdeckt und gehört der Spektralklasse L6 an.